# 送り盆まつり
送り盆まつり（おくりぼんまつり、Okuribon Festival）は、毎年8月に秋田県横手市の中心市街地で開催される祭りである。お盆の伝統行事の一種で、屋形舟繰り出しや市民盆おどりなど一連の盆行事を総じて「送り盆まつり」と称される。
1998年（平成10年）3月20日に屋形舟繰り出しの行事が「横手の送り盆行事」として秋田県の無形民俗文化財に指定されている。

## 概要
送り盆まつりは8月6日のねむり流しに始まり、8月15日に市民盆おどり、8月16日に屋形舟繰り出しと花火打ち上げが行われる。送り盆とは一般的に盂蘭盆会の最終日に送り火などで親族の霊を送る風習のことであるが、横手の送り盆行事はこれを盛大に行ったものとして全国的に知られる。

### ねむり流し
睡魔や災厄を祓うため、灯籠や舟形を川に流す七夕の行事が起源となっており、ねむり流し行事自体は東北地方各地で行われている。七夕行事を起源とするため、もとは旧暦7月7日に行われていたが、現在（正確な時期は不明）は送り盆行事の一週間前に当たる8月6日に行われており、送り盆まつりの一環となっている。
ねむり流しでは、16日の送り盆行事で繰り出される屋形舟より小さな「小舟（こぶね）」が繰り出される。小舟には願い事を書いた短冊を付け、各町内の子どもたちがサイサイ囃子とともに蛇の崎川原へと舟を繰り出す。舟のぶつけ合いや川への灯籠流しは無く、大人が主体の屋形舟繰り出しとは対照的に、将来屋形舟を繰り出すことになる子どもたちが主体となっているのがねむり流しの特徴である。

### 市民盆おどり
送り盆まつりの一環として昭和初頭に始まったもので、屋形舟繰り出しの前日に当たる8月15日に行われる。横手盆踊り・横手音頭・横手ドンパン節などの演目があり、横手市役所本庁舎前に約1,000人の踊り手が輪を作る。踊りの和の中には屋形舟が並べられ、屋形舟鑑賞会としての一面もある。

### 屋形船繰り出し

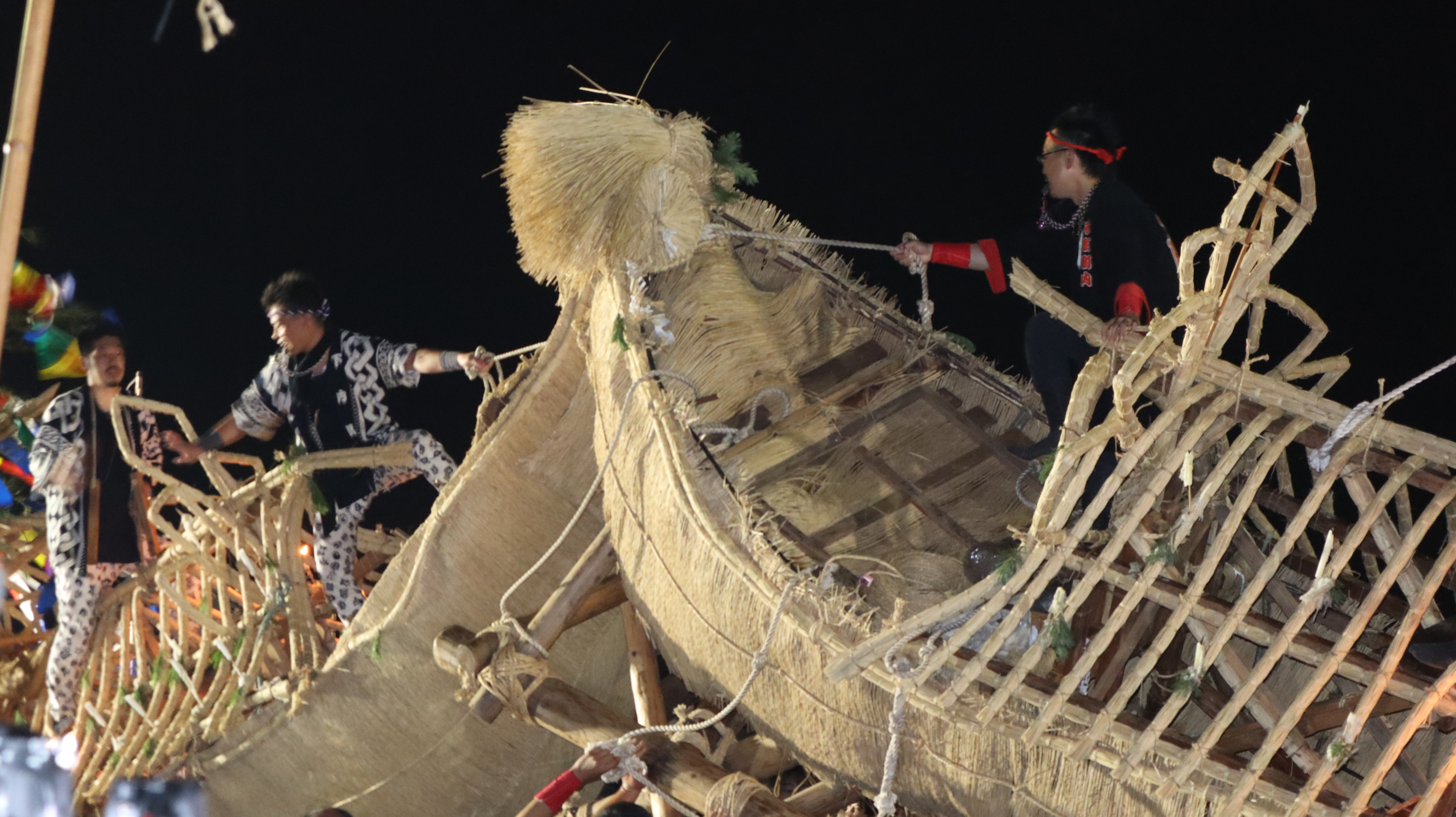
ぶつけ合いの様子（船首）

祭りの最終日である8月16日に開催され、この行事が「横手の送り盆行事」として県の無形民俗文化財に指定されている。当日は屋形舟繰り出しの他に法要や各種花火打ち上げも行われる。なお、開催日については1926年（大正15年）までは旧暦7月16日であった。
屋形舟は各町内ごとに7月中旬頃から作成が始まり、舟の骨となる木を覆う莚や藁は近隣の稲作農家が冬の時期から準備をして生産している。舟の重さは約750kgで、全長は5～8mほど。後部には「三界萬霊」と書かれた角灯を立て、その周りに法名が書かれた短冊を吊るした青竹が立てられる。参加する町内は、全上内町・下内町・田中町・馬口労町・柳町・大水戸町・中前郷・西前郷・上真山・富士見町・平城町・朝倉碇・石町・南町の計14町内である（2022年時点。2014年時点でも14町内の参加が確認される）。その中でも、この行事のルーツとなった柳町町内は、他町内より早くに会場へ向かい、最後まで会場に残るのが慣例となっている。
当日は午後3時頃から屋形舟と共に町内を練り歩き、最終的に「年番宅」に立ち寄って安全祈願や乾杯が行われる。その後、夕方になると船頭を乗せた屋形舟を若衆30名ほどで担ぎ、サイサイ囃子を囃し立てながらまずは橋南側の四日町通りを目指す。四日町通りに屋形舟が集結した頃、開会行事の一環として蛇の崎川原にて読経が行われ、横手川への灯籠流しも行われる。この開会行事が終了すると、花火の合図で屋形舟は蛇の崎橋を繰り渡り、蛇の崎川原へと降りて供養を行う。午後8時頃になると、供養が終わった屋形舟を担ぐ一行は蛇の崎橋へと駆け上がり、舟の船首を高く持ち上げ、舟同士の「ぶつけ合い」が繰り広げられる。船首は徐々により高く持ち上げられ、やがて崩れ落ちる。ぶつけ合いは、供養の帰りに若衆のエネルギーを発散させるために行っているとされており、勝敗などは無い。ぶつけ合いが繰り広げられる中、横手城の模擬天守がある横手公園からは花火が打ち上げられ、祭りはクライマックスを迎える。この花火打ち上げは菅江真澄の資料から江戸時代後期には既に行われていたとされており、市制施行後に「全国花火コンクール」と改称、現在は「協賛花火打ち上げ」として行われている。
行事の起源については諸説あるが、江戸時代の享保の飢饉（1733年頃）もしくは天明の大飢饉（1785年頃）の後、飢饉による死者を供養するために柳町（現在の中央町）が、屋形舟を作って川へ流したことが由来であると考えられている。1815年（文化12年）頃に執筆されたとされる「風俗問状答」には、この行事について以下のように記されている。
また文政期（1818年 - 1831年）に菅江真澄が記した「雪の出羽路」でも送り盆行事についての記載があり、江戸時代後期には既に年中行事として定着していたとされる。記録が残る明治以降、現代に至るまで中止されることなく続いてきたが、2020年（令和2年）と2021年（令和3年）は新型コロナウイルスの感染拡大（パンデミック）により一連の行事を中止する措置が取られ、法要のみが執り行われた。2022年（令和4年）5月18日には今年の開催を目指す旨が市観光協会から発表され、同年8月には3年ぶりに開催された。

## 日程
8月6日

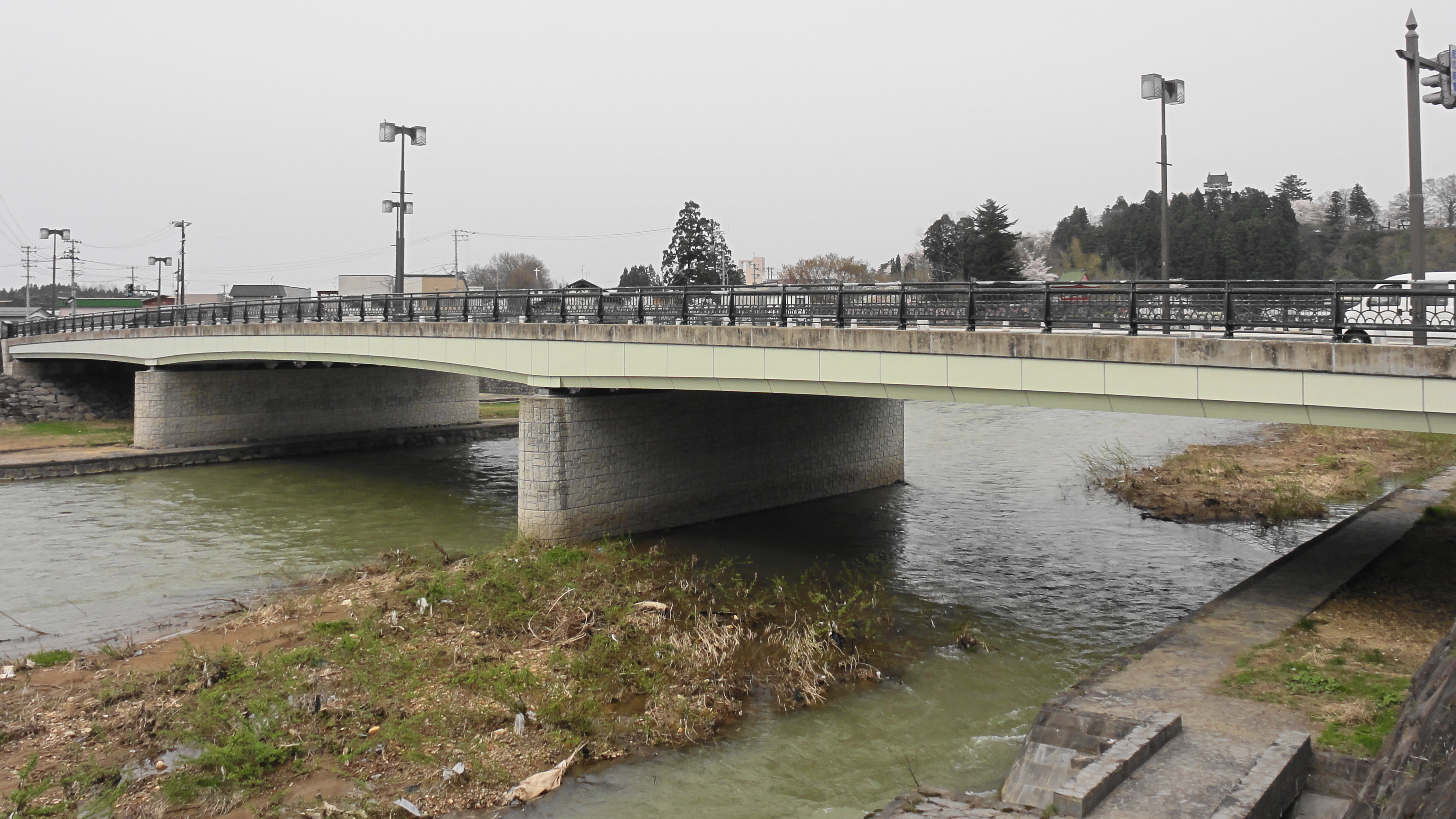
蛇の崎橋

- ねむり流し（18:00 - 20:00、蛇の崎川原）

8月15日
- 市民盆おどり（19:00 - 21:00、富士見大通り）

8月16日
- 屋形舟繰り出し（18:30 - 22:00、蛇の崎橋）
- 花火ショー・協賛花火打ち上げ（18:00 - 20:00、蛇の崎川原・横手城）